# Аспагур I
Аспагур I (груз. ასფაგურ I) — цар Кавказької Іберії з династії Аршакідів.
Відповідно до середньовічних грузинських літописів Аспагур був або 23-м, або 25-м іберійським царем. На період його правління припала сасанідська експансія на Кавказ. Його правління збіглося з тимчасовим відродженням римського впливу в регіоні. Відповідно до хроніки Життя царів він був останнім у роду, проте його дочка, Абешура, була в шлюбі з Міріаном, який успадкував престол і став першим грузинським царем, який сповідував християнство.